# Ryō Wada
Ryō Wada (和田 凌 Wada Ryō?, Tochigi, 5 de julio de 1995) es un futbolista japonés que juega como delantero.

## Trayectoria

### Clubes
| Club                         | País      | Año       |
| ---------------------------- | --------- | --------- |
| F. C. Ryukyu                 | Japón     | 2018-2019 |
| Kagoshima United FC          | Japón     | 2019-2020 |
| Sagan Tosu                   | Japón     | 2021-2023 |
| Brisbane Roar F. C. (cedido) | Australia | 2022      |
| Reilac Shiga F. C. (cedido)  | Japón     | 2022-2023 |
| Hong Kong Rangers F. C.      | Hong Kong | 2024      |
| FC AWJ                       | Japón     | 2024      |